# Ophyiulus osellai
Ophyiulus osellai är en mångfotingart som beskrevs av Pius Strasser 1970. Ophyiulus osellai ingår i släktet Ophyiulus och familjen kejsardubbelfotingar. Inga underarter finns listade i Catalogue of Life.